# Vadum
Vadum – miasto w Danii, w regionie Jutlandia Północna, w gminie Aalborg.